# Mansura (Louisiane)
Mansura est une ville de la paroisse des Avoyelles, dans l'État de Louisiane, aux États-Unis,. En 2020, elle compte une population de 1 320 habitants.

## Démographie
Lors du recensement de 2010, la ville comptait une population de 1 419 habitants, tandis qu'en 2020, elle s'élève à 1 320 habitants.